# Opera rock
Un'opera rock è una composizione musicale in stile rock dotata di una struttura narrativa organica che si presta a essere rappresentata in forma scenica.

## Origine e definizione dell'opera rock
Essa nasce come un'evoluzione del concept album e presenta notevoli affinità con il musical, al quale viene spesso assimilata. L'opera rock ha dato inoltre origine a realtà analoghe legate ai più svariati generi musicali, portando alla nascita, soprattutto a partire dalla seconda metà degli anni novanta, di creazioni classificabili come opera metal, opera rap e opera hip hop che, nella loro natura di opera album, seguono principi analoghi a quelli dell'opera rock.
L'elemento caratteristico di questo genere musicale è la sua chiara struttura drammatica, in cui i brani musicali non soltanto sono legati da un tema o un argomento comune (come avviene nel Concept Album), ma presentano una precisa sequenza narrativa, con tanto di scene e personaggi. Per queste sue caratteristiche l'Opera Rock si presta frequentemente a essere rappresentata in forma di oratorio o dramma scenico. In tale veste essa risulta del tutto assimilabile al concetto di Musical.
L'opera rock presenta tuttavia una natura spiccatamente musicale, la cui rappresentazione in forma scenica (divenendo così un musical a tutti gli effetti) rappresenta un passo ulteriore, del tutto autonomo e opzionale. Malgrado ciò, comunque, gran parte delle Opere Rock, soprattutto in tempi recenti, vengono ideate sin dall'inizio per essere portate in scena come musical, così come numerosi musical di successo sono di fatto delle Opere Rock (è questo il caso di Jesus Christ Superstar ed Evita).
Rispetto ai musical tradizionali, l'Opera Rock non presenta generalmente momenti di prosa o recitativi, ma una sequenza ininterrotta di canzoni, in cui la componente teatrale e coreografica risulta di secondaria importanza. Negli ultimi anni, soprattutto in Italia, il termine è stato spesso assimilato a quello di Opera popolare, della quale le recenti Opere Rock rappresenterebbero un sottogenere. Attualmente i due termini vengono frequentemente utilizzati da autori italiani ed europei per indicare realizzazioni che spesso rientrano di fatto nella categoria del Musical.

## Storia dell'opera rock
Quello che appare essere stato il primo esperimento di opera rock fu realizzato da Tito Schipa Jr., figlio del tenore Tito Schipa, compositore e direttore d'orchestra, al Piper Club di Roma nel maggio del 1967, il quale propose l'opera Then an Alley, anche nota come The Beat Opera, in cui adattò 18 canzoni di Bob Dylan e le inserì in una messa in scena teatrale.
In seguito Schipa scrisse Orfeo 9; questa fu la prima rock opera originale italiana e venne rappresentata nel gennaio 1970 al Teatro Sistina di Roma. L'opera divenne poi un doppio album e un film sotto la direzione musicale di Bill Conti.
Il primo esempio di opera teatrale a incorporare musica rock e musica pop fu Hair, musical su temi hippie, che aveva il sottotitolo di The American Tribal Love/Rock Musical e che fece il suo debutto alla fine del 1967. Così come Jesus Christ Superstar, la prima opera rock dopo Hair, che ebbe però un'accoglienza molto discussa al momento della sua uscita. Essa era stata composta da Andrew Lloyd Webber e Tim Rice e venne proposta al pubblico sotto forma di album musicale. Soltanto successivamente, dopo il successo riscontrato, venne messa in scena a teatro e ne fu tratto un film che contribuì ad aumentare il successo dell'opera. Con i guadagni realizzati dall'album fu messo in scena il secondo lavoro Godspell sempre basato sull'argomento religioso. L'opera che fu scritta dopo Jesus Christ Superstar venne però messa in scena prima.
Nel 1971 fu la volta di Mass del compositore e direttore d'orchestra Leonard Bernstein che con un gruppo di musicisti rock propose un lavoro, composto da musiche rock e blues, che comprendeva liriche scritte da Stephen Schwartz compositore di Godspell. Il musical rock perse popolarità alla fine degli anni settanta ed ebbe poi una ripresa di popolarità negli anni novanta con Rent di Jonathan Larson.

## Opera rock
Pete Townshend, sia da solo sia con la sua band The Who, è sicuramente l'artista singolo maggiormente associato al termine opera rock.
Il primo esempio della forma si ebbe nella traccia A Quick One While He's Away dal secondo album degli Who, A Quick One del 1966, una suite di nove minuti costituita da brevi canzoni che raccontavano la storia della seduzione di una giovane ragazza da parte di un autista di nome Ivor. Con la pubblicazione di Tommy (1969) con gli Who avviene la completa maturazione dell'opera rock, essendo ancora oggi considerato Tommy il primo concept album del rock moderno, e dunque la prima opera rock della storia della musica contemporanea.
Nei mesi e negli anni immediatamente successivi alla sua pubblicazione, il concetto di opera rock venne ampiamente ripreso e perfezionato da un gran numero di artisti e complessi musicali. Lavori come Arthur (Or the Decline and Fall of the British Empire) dei Kinks (ottobre 1969), Thick as a Brick dei Jethro Tull (1972), Ziggy Stardust di David Bowie (1972) e The Lamb Lies Down on Broadway dei Genesis (1974), contribuirono a diffondere questa nuova e particolare forma di espressione artistica, che con il tempo cominciò a perdere la caratterizzazione pop rock che era stata inizialmente introdotta dai The Who, per cominciare invece a legarsi indissolubilmente alla scena progressive e art-rock che spopolava in quegli anni. Le composizioni diventavano quindi sempre più articolate e strutturalmente complesse, mentre le tematiche della narrazione talvolta incominciavano ad assumere risvolti di tipo metafisico o fantascientifico.

### L'ispirazione di Townshend?
Larry Norman dichiarò che la rock opera, della durata di quindici minuti, The Epic del 1966 dei People!, scritta in compartecipazione con Denny Fridkin, fu la prima vera rock opera. "Secondo lo storico del rock Wally Rasmussen, Pete Townshend fu d'accordo che ... (The Epic) servì da ispirazione alla stesura dell'opera Tommy dei Who, sia come canovaccio sia come esempio di opera rock. In una intervista rilasciata ad Angela Yeager del giornale Statesman Journal del 23 giugno 2005, Larry Norman dichiara: "Pete Townshend maturò l'idea per Tommy ascoltando la mia opera rock ("The Epic").
Il sito web di Norman riporta: "Pete Townshend confermò che questa era stata la ragione per cui scrisse Tommy per The Who alla fine della lunga tournée con People! quando ritornò in Inghilterra per scrivere le musiche dell'album successivo della band". La biografia di Norman sul sito Gospel Music Hall of Fame indica che "Pete Townshend ha detto che l'opera The Epic di Larry, gli ispirò la composizione della sua opera Tommy". "Una delle canzoni, "Organ Grinder" tratta l'argomento di un molestatore di bambini nel Panhandle Park di Haight Ashbury.... Come si evince ascoltando l'intero album, Pete Townshend and The Who guardano molto da vicino l'opera The Epics di Larry Norman.
Per altri come Roberto Casalini e Paolo Cirticelli, nel loro libro: Rock: 500 album da collezione, Prima di Tommy (comunemente considerata la prima Opera rock) si dovrebbero menzionare S. F. Sorrow, del 1968, dei Pretty Things e Arthur dei Kinks, contemporaneo al lavoro degli Who (anche se tecnicamente l'album fu pubblicato dopo). Il genere musicale dell'opera rock fu parodiato nell'opera Strong Bad Email. Il testo di quest'opera fu realizzato mettendo assieme una parola presa da ogni email precedentemente ricevuta.

### Evoluzione nel tempo
Con il passare degli anni e la scoperta di nuovi orizzonti musicali, l'idea di opera lirica in chiave rock cominciò a essere applicata anche ad altre tipologie di musica più moderne, come ad esempio il progressive metal. Il primo disco a sancire questa commistione fu Operation: Mindcrime degli americani Queensrÿche (1988). L'album fu enormemente apprezzato da pubblico e critica (sempre nel contesto relativamente di nicchia della musica metal) e si impose come una pietra miliare per gli ulteriori sviluppi dell'opera rock.
Dalla sua pubblicazione in avanti, molti altri complessi metal presero a cimentarsi con questo tipo di composizioni, indipendentemente dal loro genere musicale, che a questo punto poteva assumere contaminazioni di ogni tipo. A oggi sono state pubblicate un vastissimo numero di "opere metal", che spaziano dall'heavy classico al progressive, financo al power e al metal sinfonico, arrivando a toccare anche gli stili più estremi come l'avant-garde. Particolarmente significativi per questa evoluzione furono anche album come Streets dei Savatage (1991) e The Crimson Idol dei W.A.S.P. (1992), generalmente considerati tra il novero delle migliori produzioni di quegli anni.

## Esempi di opere rock e metal
- The Story of Simon Simopath dei Nirvana (1967): quest'album, pubblicato da una band britannica omonima dei ben più famosi portabandiera del movimento grunge, fu quello che diede effettivamente origine al filone opera rock. Il primo esempio nel mondo di album musicale che raccontasse una storia.
- Absolutely Free di Frank Zappa (1967).
- Days of Future Passed dei The Moody Blues (1967): quest'album racconta la giornata di un uomo qualunque.
- S.F. Sorrow dei The Pretty Things (1968).
- Tommy dei The Who (23 maggio 1969): l'album che rese popolare il termine opera rock. Sulla sua base vennero realizzati un film e la messa in scena teatrale a Broadway.
- Arthur (Or the Decline and Fall of the British Empire) dei The Kinks (10 ottobre 1969).
- Orfeo 9 di Tito Schipa Jr. (1970): fu la prima opera rock a essere rappresentata materialmente su un palcoscenico (Sistina di Roma, 23 gennaio 1970). Ne venne tratto un film e al momento esistono ben sei diverse edizioni del doppio album.
- Orfeo Opera rock in 2 atti e 6 quadri di Marco Maurizi e Daniele Timpano: scritta nel 1997 ed andata in scena per la prima volta quasi 30 anni dopo (Teatro India - Teatro di Roma, 12 febbraio 2024) per la regia di Elvira Frosini e Daniele Timpano.
- 666 (Aphrodite's Child) degli Aphrodite's Child (1972)
- The Rise and Fall of Ziggy Stardust and the Spiders from Mars di David Bowie (1972)
- Thick as a Brick dei Jethro Tull (1972):
- A Passion Play dei Jethro Tull (1973): l'opera narra della storia di un certo Ronnie Pilgrim il quale, dopo morto, sperimenta il giudizio e l'aldilà, visitando paradiso e inferno, per poi rinascere.
- Quadrophenia dei The Who (1973)
- Mekanïk Destruktïw Kommandöh dei Magma (1973)
- Journey to the Centre of the Earth di Rick Wakeman (1974): l'album basato sul celebre racconto di Jules Verne, è considerato come la migliore opera di Wakeman, registrato dal vivo presso la Royal Festival Hall a Londra, il 18 gennaio del 1974.
- The Lamb Lies Down on Broadway dei Genesis (1974)
- Captain Fantastic and the Brown Dirt Cowboy, di Elton John (1975)
- Too Old to Rock 'n' Roll: Too Young to Die! dei Jethro Tull (1976)
- 2112 dei Rush (1976): la prima metà di quest'album è un'opera rock comprensiva di una ouverture come in Tommy dei The Who.
- Bat Out of Hell di Meat Loaf (1977): vendette più di 30 milioni di copie nel mondo. Interpretato da Jim Steinman, unico vero esponente del filone rock Wagneriano. All'album vennero pubblicati due seguiti, Bat Out of Hell II: Back into Hell e Bat Out of Hell III: The Monster Is Loose.
- Hemispheres dei Rush (1978): la complessa opera che occupa l'intera facciata dell'album e intitolata Cygnus X-1 book 2 - Hemispheres è collegata con un'opera più breve presente nel precedente album A Farewell to Kings del 1977 e intitolata Cygnus X-1 book 1 - The voyage
- Joe's Garage di Frank Zappa (1979)
- The Wall dei Pink Floyd (1979): opera rock scritta da Roger Waters, narra del collasso nervoso di un musicista di nome "Pink". L'album è ben conosciuto per la sua lunga rappresentazione teatrale. Da esso venne tratto anche un film.
- Music from "The Elder" dei Kiss (1981): la prima glam rock opera della storia. A quell'epoca i Kiss volevano dimostrare la loro versatilità, componendo un disco che fosse di elevato contenuto sia artistico sia lirico. Sebbene generalmente apprezzato come qualità, l'album fu uno dei maggiori flop commerciali della loro carriera.
- Kilroy Was Here degli Styx (1983)
- Imaginos dei Blue Öyster Cult (1988)
- Operation: Mindcrime dei Queensrÿche (1988): una storia d'amore, sesso, morte, potere, religione, corruzione, tradimenti, cupidigia e follia. Viene considerata la prima opera progressive metal. Nel 2006 ne venne pubblicato un seguito, Operation: Mindcrime II.
- Streets: A Rock Opera dei Savatage (1991)
- The Crimson Idol dei W.A.S.P. (1992): l'album racconta la storia dell'ascesa e del declino di una giovane rockstar di nome Jonathan. A ogni concerto del tour mondiale 2007, i W.A.S.P. riproposero dal vivo l'opera nella sua interezza.
- The Final Experiment degli Ayreon (1995): l'esordio del gruppo specializzato in metal opera Ayreon.
- Crimson dei Edge of Sanity (1996): una traccia unica della durata di 40 minuti, che narra la storia di un lontano futuro in cui la civilizzazione umana è giunta al suo termine.
- Into the Electric Castle degli Ayreon (1998): secondo concept album metal opera del gruppo Ayreon.
- Metropolis Pt. 2: Scenes from a Memory, dei Dream Theater (1999): la vicenda di un uomo che in sogno può vedere il suo passato, la storia di due fratelli e di una ragazza di nome Victoria. Un moderno album progressive metal.
- Elodia dei Lacrimosa (1999): una tragica storia d'amore divisa in tre atti. Narra di un amore agli sgoccioli, della separazione che scaturisce in un assassinio e di una seconda possibilità.
- Return to the Centre of the Earth di Rick Wakeman (1999): Seguito dell'album del 1974 Journey to the Centre of the Earth, dove si alternano narrazioni e brani musicali realizzati con la compartecipazione di famosi artisti.
- Universal Migrator Part 1: The Dream Sequencer e Universal Migrator Part 2: Flight of the Migrator degli Ayreon (2000).
- Southern Rock Opera dei Drive-By Truckers (2000): come il titolo suggerisce si tratta di un'opera di Southern Rock. Traccia una storia del sud dal punto di vista sociale, economico e musicale mentre racconta di una rockstar del sud.
- Magica dei Dio (2000)
- The Metal Opera - Part I (2001) e The Metal Opera - Part II (2002) degli Avantasia con la partecipazione di musicisti e cantanti di numerose band power metal quali Edguy, Gamma Ray, Helloween, Stratovarius, Kamelot e Scorpions. Racconta le vicende di un giovane monaco domenicano nel fantastico mondo di Avantasia.
- Snow dei Spock's Beard (2002): ha una storia e dei temi musicali simili all'album dei The Who, Tommy.
- Days of Rising Doom della metal opera band Aina (2003).
- Greendale di Neil Young e Crazy Horse (2003): la storia di una famiglia (Nonno, Jed e Sun).
- Testimony di Neal Morse (2003).
- American Idiot dei Green Day (2004): segue le vicende di un normale ragazzo di periferia che si ribella alla conformità della società moderna(definito, appunto Jesus of Suburbia). L'album è anche una protesta verso l'allora Governo degli Stati Uniti.
- The Human Equation degli Ayreon (2004): un uomo viene coinvolto in un incidente d'auto e rimane per venti giorni in coma. Durante questo lasso di tempo, inconsciamente si confronta con il ricordo di un'emozione al giorno. Paura, speranza, tradimento, amore e molto altro vengono descritti dall'intreccio dei vari brani.
- Leviathan dei Mastodon (2004): un'opera metal che narra della storia del capitano Ahab in cerca della sua nemica, la "balena bianca" Moby Dick. Ispirato dal celeberrimo romanzo di Herman Melville.
- Dracula della Premiata Forneria Marconi (2005): narra la storia di Dracula, vista attraverso gli occhi di un uomo condannato a vivere per l'eternità, senza la speranza di rivedere la donna che ama.
- Everything in Transit dei Jack's Mannequin (2005): la storia di un uomo in lotta con un amore perduto, mentre tenta di sopravvivere in una nuova città.
- The Captain and the Kid di Elton John (2006): la storia delle esperienze e delle avventure vissute in 40 anni di carriera da Elton e da Bernie Taupin. L'album chiude il ciclo autobiografico iniziato nel 1975 da Captain Fantastic and the Brown Dirt Cowboy.
- The Pick of Destiny dei Tenacious D (2006): narra la storia di una rock band emergente alla ricerca del famigerato 'Plettro del Destino', dotato di poteri magici. Lo stile umoristico e le battute sfacciate rendono questo album un vero e proprio esempio di commedia rock, dal quale venne poi tratto anche l'omonimo film.
- The Scarecrow, primo album della "Wicked Trilogy", la seconda metal opera degli Avantasia (2008).
- 01011001 degli Ayreon (2008).
- Nostradamus dei Judas Priest (2008): primo acclamato tentativo di cimentarsi con una rock opera da parte di una delle più stimate e influenti metal band della storia. Come facilmente intuibile, l'album narra le vicende del leggendario profeta Nostradamus.
- The Wicked Symphony e Angel of Babylon, rispettivamente seconda e terza parte della metal opera "The Wicked Trilogy" degli Avantasia, del 2010.
- Clockwork Angels dei Rush, del 2012.
- Ombra e il Poeta  di Gianni Caminiti, Fabio Beltramini e Viki Ferrara (2012)
- The Astonishing dei Dream Theater (2016)
- Juliet Rock Opera dei Bolero (2016)
- Ghostlights, è il settimo album in studio del progetto musicale Avantasia, del 2016.
- The Source degli Ayreon. Prequel dell'epopea iniziata con l'album The Final Experiment e conclusa con il brano Epilogue: The Memory Remains, ultima traccia inedita della raccolta Timeline. (2017)

## Esempi di musical rock
- Hair di James Rado, Gerome Ragni e Galt MacDermot (1967) - Uno sguardo tematico alla cultura hippie degli anni sessanta. Dal musical è stato prodotto il film Hair del 1979.
- Jesus Christ Superstar di Tim Rice e Andrew Lloyd Webber (1970)
- Godspell, di Stephen Schwartz (1971) - Una versione degli anni sessanta sulla vita di Gesù Cristo.
- Grease, di Jim Jacobs and Warren Casey (1972) - Una storia che gira intorno alle scuole superiori, alle auto e al Rock and Roll.
- The Rocky Horror Show"/"The Rocky Horror Picture Show di Richard O'Brien (1973)
- The Wiz di Charlie Smalls (1975) - Una rivisitazione di The Wonderful Wizard of Oz di L. Frank Baum
- Evita di Tim Rice e Andrew Lloyd Webber (1976)
- Rent di Jonathan Larson (1996)
- Notre Dame de Paris di Riccardo Cocciante e Luc Plamondon (1998) - Opera pop/rock scritta in francese, poi tradotta in molte lingue tra cui l'italiano, l'inglese, lo spagnolo e il russo.
- Hedwig and the Angry Inch di John Cameron Mitchell (2001)
- Across the Universe di Julie Taymor (2007)
- Tenacious D e il destino del rock di Tenacious D (2007)